# Ореховое (озеро, Могилёвская область)
Оре́ховое (бел. Арэ́хавае) — озеро в Быховском районе Могилёвской области Белоруссии. Относится к бассейну реки Днепр.
Располагается неподалёку от посёлка Покровский. Представляет собой старичный водоём серповидной формы.
Площадь поверхности озера составляет 0,14 км².